# Nederland (Texas)
Pour les articles homonymes, voir Nederland.
Nederland (en anglais [ˈniːdərlənd]) est une ville du comté de Jefferson, au Texas, États-Unis, dont la population était de 17 547 habitants lors du recensement de 2010.
Nederland a été fondée en 1897 par des immigrés néerlandais.

## Source
- (en) Cet article est partiellement ou en totalité issu de l’article de Wikipédia en anglais intitulé « Nederland, Texas » (voir la liste des auteurs).